# Jérémie Kisling
Jérémie Kisling nacido Jérémie Tschanz, Lausana, 27 de febrero de 1976) es un cantautor suizo francófono.
Kisling exploró diversos medios de expresión en francés (poemas, cuentos para niños) hasta decantarse por la canción. En sus canciones, describe un universo frágil, melancólico y traviesamente divertido.

## Discografía
- Monsieur Obsolète, 2003
- Le Ours, 2005
- Antimatière, 2009
- Tout m'échappe, 2013
- Malhabiles, 2016